# Фасудил
Фасудил, ранее известный как HA1077 или AT‐877, является ингибитором Rho-ассоциированной протеинкиназы (ROCK) и вазодилататором.   
Он был первоначально охарактеризован как антагонист кальция отличающийся от ранее известных блокаторов входа кальция таких как верапамил, дилтиазем и никардипин тем что мог предотвращать сокращения артерий в тех условиях когда другие блокаторы кальциевых каналов не работали.
Фасудил был первым  ингибитором ROCK, клинически одобренным в Японии для безопасного метода профилактики и лечения спазма сосудов головного мозга после субарахноидальных кровоизлияний, а также для предотвращения потери интеллекта и памяти, наблюдаемого у пациентов с инсультом и у пожилых
Кроме того фасудил предложено использовать для лечения легочной сосудистой гипертонии, а также для лечения ряда заболеваний связанных с фиброзом легких, печени и сердечной мышцы, поскольку он воздействует не только на сигнальный путь RhoA/Rho киназы (ROCK), но и на мозговой натрийуретический пептид, NO (оксид азота(II), известный как эндотелиальный сосудорасширяющий фактор) и сердечный PCSK9. Для лечения стенокардии предложено использовать гель содержащий липосомы с фасудилом.
Обсуждение многочисленных статей о безопасности и эффективности фасудила при его применении в клинике показало, что несмотря на его успешное внедрение в клиническую практику в Японии и в Китае в течение более 20 лет, применение фасудила в других странах сталкивается с определенными неоправданными ограничениями. Хотя фасудил ингибирует обе изоформы ROCK (ROCK1 и ROCK2) более сильно, чем другие киназы, некоторые его побочные эффекты, включая гипотензию, кожные реакции и обратимую почечную дисфункцию, являются основными препятствиями для его повсеместного использования.
Дешевый и легко синтезируемый в промышленных масштабах фасудил по крайней мере так же эффективен, как дорогостоящий Y-27632 при культивировании стволовых клеток, и может заменить Y-27632 в исследованиях плюрипотентных стволовых клеток.  Так, к примеру, для лечения эндотелиальной дисфункции роговицы были использованы эндотелиальные клетки роговицы, полученные из иПСК с использованием фасудила вместо Y27632, что позволило получить наилучшие результаты с точки зрения эффективности технологии.